# Vírus do herpes simples
Os vírus do herpes simples 1 e 2 (VHS-1 e VHS-2) são duas espécies da família de herpes virus Herpesviridae, responsáveis por infecções em humanos, entre as quais o herpes simples. Todos os vírus da família herpes produzem infecções latentes.
São também chamados de Herpesvírus Humano 1 and 2 (HVH-1 e HVH-2) e são vírus neurotrópicos e neuroinvasivos. O VHS-1 é comumente associado com surtos faciais (herpes labial ou facial), enquanto o VHS-2 está mais associado ao herpes genital. A infecção pelo herpes simples é caracterizada pelo aparecimento de vesículas na pele ou mucosas da boca, lábios ou genitais.